# Taeko Namba
Taeko Namba, är en japansk före detta bordtennisspelare och världsmästare i mixed dubbel och lag.
Hon spelade sitt första VM 1956 och 1959 - 4 år senare sitt 3:e och sista. Under sin karriär tog hon 4 medaljer i bordtennis-VM, 3 guld och 1 brons.
Nambas största merit är vinsten i damdubbelfinalen 1959 tillsammans med Kazuko Ito-Yamaizumi då man vann över landsmännen Kimiyo Matsuzaki och Fujie Eguchi i tre raka set (21-19, 21-15, 21-14).
Hon var vänsterhänt och spelade med pennskaftsfattning.

## Meriter
- Bordtennis VM
  - 1956 i Tokyo
    - kvartsfinal dubbel

  - 1957 i Stockholm
    - kvartsfinal dubbel
    - 3:e plats mixed dubbel med Keisuke Tsunoda)
    - 1:a plats med det japanska laget

  - 1959 i Dortmund
    - kvartsfinal singel
    - 1:a plats dubbel (med Kazuko Ito-Yamaizumi)
    - kvartsfinal mixed dubbel
    - 1:a plats med det japanska laget

- Asian Games
  - 1958 i Tokyo
    - 1:a plats singel
    - 3:e plats mixed dubbel
    - 1:a plats med det japanska laget

- Öppna engelska mästerskapen
  - 1957  – 1:a plats dubbel (med Tomie Okawa) ,  1:a plats mixed dubbel (med Keisuke Tsunoda)